# Milan Šmolka
Milan Šmolka (* 18. listopadu 1952) je bývalý český fotbalista, obránce.

## Fotbalová kariéra
V lize hrál za Hradci Králové. V československé lize nastoupil v 10 utkáních a dal 1 gól. Později hrál za Montas Hradec Králové v nižších soutěžích. Po skončení aktivní kariéry působil jako rozhodčí, řídil i celostátní soutěže.

## Ligová bilance
| Ročník                                   | Zápasy | Góly | Klub                   |
| ---------------------------------------- | ------ | ---- | ---------------------- |
| 2. československá fotbalová liga 1974/75 | -      | -    | Spartak Hradec Králové |
| Česká národní fotbalová liga 1978/79     | -      | -    | Spartak Hradec Králové |
| 1. československá fotbalová liga 1980/81 | 10     | 1    | Spartak Hradec Králové |
| CELKEM 1. liga                           | 10     | 1    |                        |